# Fredrik Schön
Carl Fredrik Stefan Schön (22 novembre 1999) è un lottatore svedese specializzato nella lotta greco-romana.

## Biografia
Ha vinto la medaglia di bronzo ai Europei di Vantaa 2014 nella categoria 98 chilogrammi.
Ha rappresentato la Svezia ai Giochi olimpici estivi di Rio de Janeiro 2016.

## Palmarès
- Europei

Vantaa 2014: bronzo nei 98 kg